# Basantapatti
Basantapatti (nep. बसन्तपट्टी) – gaun wikas samiti w środkowej części Nepalu  w strefie Narajani w dystrykcie Rautahat. Według nepalskiego spisu powszechnego z 2001 roku liczył on 994 gospodarstw domowych i 6258 mieszkańców (3020 kobiet i 3238 mężczyzn).